# Груде
Груде (хорв. Grude) — город и муниципалитет в западной части Боснии и Герцеговины, входит в Западногерцеговинского кантона Федерации Боснии и Герцеговины.

## География
Центр города находится в около 100 км от Сплита, в 49 км от Мостара и в 19 км от города Имотски.

## Демография
В 1991 году муниципалитет почти на 100 % был заселён хорватами.

## Известные уроженцы
- Милан Бандич — шестикратный мэр Загреба
- Горан Марич — бывший министр госимущества Хорватии
- Мирко Марич — хорватский футболист